# Temmincks strandloper
De Temmincks strandloper (Calidris temminckii) is een vogel uit de familie van de strandlopers en snippen (Scolopacidae). De vogel werd in 1812 door de Duitse arts en dierkundige Johann Philipp Achilles Leisler geldig beschreven. Hij vernoemde de vogel naar zijn collega en vriend, de Nederlandse zoöloog Coenraad Temminck (1778-1858).

## Kenmerken
De Temmincks strandloper is ongeveer even groot als de kleine strandloper, maar heeft een langer lichaam, een gelijkmatiger gekleurde en meer grijze rug, lichtere en kortere poten en hij mist in de vlucht de witte V op de mantel. De roep is een trillend tirrr tirrr, die onder andere tijdens de balts, gepaard gaand met het opvliegen van de vogel en het fladderen van zijn vleugels, gehoord wordt. De vogel eet kleine weekdieren, schaaldieren, wormen en insecten.

## Verspreiding en leefgebied
Hij broedt in Scandinavië, het noorden van Groot-Brittannië en het noorden van Rusland langs rivieren en meren. Het is een trekvogel die in West-Europa tijdens de trek ook regelmatig te zien is; hij trekt in de winter naar het Middellandse Zeegebied, equatoriaal Afrika en Zuid- en Zuidoost-Azië.

## Broeden
De Temmincks strandloper broedt alleen; het nest bestaat uit een ondiepe kuil op de grond tussen de bodemvegetatie. Vaak legt het vrouwtje twee legsels in twee verschillende nesten, waarna het mannetje op het tweede nest gaat broeden. Soms zoekt het vrouwtje een ander mannetje voor het tweede nest. De vier eieren zijn bruingeel met bruine vlekken en komen na 21-22 dagen uit. Ze worden door een of beide ouders grootgebracht en kunnen na 15-18 dagen vliegen.

## Status
De grootte van de populatie is in 2015 geschat op 110-850 duizend volwassen vogels. Op de Rode lijst van de IUCN heeft deze soort de status niet bedreigd.

## Gelijkende soorten
- Kleine strandloper
- Oeverloper

## Waarnemingen in Nederland
- Kaarten met waarnemingen:

- België
- Nederland
- wereldwijd